# 加藤里保菜
加藤 里保菜（かとう りほな、1995年10月3日 - ）は、日本人の父とフィリピン人の母を持つ日本のタレント、女優、声優。茨城県出身。ギャラクシープロモーション所属。

## 略歴
2008年、マーブルに所属してジュニアモデルとして活動開始。
2012年5月、「avex アイドルオーディション2012」に合格し、エイベックスのアイドル専門レーベル「iDOL Street」のストリート生に第3期生として加入。
2013年4月期のテレビドラマ『幽かな彼女』（フジテレビ）に生徒役で出演。同年8月に上演された舞台『時空警察ヴェッカー1983』にアイドリング!!!の玉川来夢とダブル主演で出演した。
2013年10月期のドラマ『よろず占い処 陰陽屋へようこそ』（関西テレビ）に出演し、主人公の助手の男子高生が憧れる女子生徒役を演じた。劇中では最終回まで顔を映さないようにするという演出が行われた。
2014年9月5日のブログにてiDOL Streetを9月いっぱいで卒業することを発表、同月29日に卒業した。
2015年6月1日、『ランク王国』（TBS）を制作するT-ZONEに移籍。同年7月18日深夜放送分より美咲アヤカの後任として同番組の11代目MCに就任。
2016年、『週刊ヤングジャンプ』（集英社）のグラビア新星発掘グランプリ「ゲンセキ2016」エントリー。
2017年5月6日、「武道館アイドル博2017」（東京・日本武道館）に出演。
2018年6月1日、ギャラクシープロモーションに移籍。
2019年7月20日に幕張メッセで開催された「D4DJ 1st LIVE」にて、『D4DJ』の青柳椿役（所属ユニットは燐舞曲）を演じる事が発表された。

## 人物
- 趣味は買物、音楽鑑賞。特技は人のいいところを見つけられること[1]。
- 姉が1人いる[11]。
- 「ショコラ」という名前のウサギを飼っていた[11][12]。
- 一人暮らしの寂しさからポメラニアン（ポン）を飼い始め、現在はシェットランドシープドッグ（ムギ）を迎え2匹のペットがいる[13]。

### ストリート生関連
- キャッチ・コピーは「真っ赤なメガネでめろめろきゅんっ、メガネ越しにあなたを見つめたい！りほにゃんこと加藤里保菜です。」視力は0.1である（2012年時点[14]）。
- e-Street TOKYOでの担当カラーはピンクだった[15]。
- ストリート生の同期だった吉橋亜理砂（現：ideal pecoメンバー）とは今でも仲良しとのこと[16]。

## 出演

### テレビドラマ
- アイドル都市伝説「猿夢」（2012年10月28日、Pigoo HD） - 主演・木村アンナ 役[17]
- 幽かな彼女（2013年4月9日 - 6月18日、関西テレビ） - 水沢真由美 役[18]
- 山田くんと7人の魔女（2013年8月10日、フジテレビ）[19]
- よろず占い処 陰陽屋へようこそ（2013年10月8日 - 12月17日、関西テレビ） - 三井春菜 役[20]
- 明日、ママがいない（2014年2月5日、日本テレビ） - 高校生 役
- 地獄先生ぬ〜べ〜（2014年10月11日 - 12月13日、日本テレビ） - 吉野桜子 役
- 夏樹静子サスペンス・光る崖（2016年2月20日、フジテレビ） - 山根瑞希 役

### テレビ番組
- ピンクス〜PINK!SS〜（2013年6月22日 - 2014年11月29日、静岡朝日テレビ） - メインMC
- コピンクス!ストーリーズ（2013年10月26日、静岡朝日テレビ） - 声優[21]
- コスコスプレプレ（フジテレビONE） - アシスタントMC
  - 2014 〜進撃!桜舞う春の赤城クローネンベルク〜（2014年5月22日）
  - ONE PIECEスペシャル in お台場新大陸2014（2014年8月29日）
  - 2015 幕張・船橋コス巡り（2015年3月7日）
  - 世界（ザ・ワールド）〜in China〜（2015年7月18日）
  - ONE PIECEスペシャル in お台場夢大陸2015 （2015年9月2日）
  - 世界（ザ・ワールド）in Taiwan（2017年9月26日）
- ランク王国（TBSテレビ）
  - （2015年5月31日） - ゲスト出演
  - （2015年7月19日 - 2018年3月25日[22]） - 11代目MC
- TiARY TV（2016年7月1日 - 2020年12月27日、テレビ神奈川） - ナレーション

### 映画
- 鐘が鳴りし、少女は銃を撃つ[23][注 1]（つくばテレビ、アリスインプロジェクト、監督：山岸謙太郎） - シズカ 役
  - 上映会&トークショー（2014年3月2日、夕張 ホワイトロック／3月22・23日、AKIBAカルチャーズ劇場）

### 舞台
- SUPER☆GiRLS 〜超絶☆歌劇団〜 
  - 旗揚げ公演『妄想GiRLS』（2012年9月15日 - 22日、東京タワーフットタウン）[24]
  - 2013年公演『SUPER☆WORLD 〜彼女達の冒険〜』（2013年11月2日 - 9日、DDD青山クロスシアター） - 日替わりエンビー 役
- アリスインプロジェクト
  - 『ダウト!国立公安女子高』（2012年10月25日 - 28日、博品館劇場） - ナナミ 役[25]
  - 『時空警察ヴェッカー1983』（2013年8月14日 - 18日、笹塚ファクトリー） - 工藤かをる 役[26]
  - 『時空警察ヴェッカー改・ノエルサンドレ』（2014年4月23日 - 27日、下北沢・小劇場B1） - 時空刑事アリサ（麻宮亜里沙） 役[27]
- 『ぷよぷよ オンステージ』（2015年5月2日 - 6日、赤坂ACTシアター） - アミティ 役[28]
- 『遙かなる時空の中で6』（2015年11月27日 - 12月6日、全労済ホールスペース・ゼロ） - 駒野千代 役
- ファイヤー女子プロレス
  - 『リングのマクベス2 〜リングはハムレット〜』（2016年2月17日 - 21日、中目黒ウッディシアター）
  - 『リングのロミオとジュリエット 〜真・ファイヤー女子プロレス〜』（2016年10月5日 - 10日、中目黒ウッディシアター）
- 『名探偵コナン×ライブミステリー 〜洋上の迷宮（ラビリンス）〜』（2016年8月10日 - 21日、紀伊國屋サザンシアター、 9月16日 - 17日、道新ホール、 9月22日 - 25日、松下IMPホール） - 鈴本すみれ 役[29]
- 『舞台版 地獄少女』（2016年11月9日 - 13日、CBGKシブゲキ!!） - 武田里奈 役[30]
- クリエイティブアーツ『エンブリオ』（2017年5月17日 - 21日、シアターサンモール） - 紅崎クレア 役[31]
- ネルケプランニング
  - 舞台「けものフレンズ」（2017年6月14日 - 18日、品川プリンスホテルクラブ eX） - タヌキ 役[32]
  - 舞台「けものフレンズ」（2018年1月13日 - 21日、AiiA 2.5 Theater Tokyo） - タヌキ 役[33]
  - 舞台「けものフレンズ」2～ゆきふるよるのけものたち～（2018年11月8日 - 18日、品川プリンスホテル クラブeX） - タヌキ 役
  - 舞台けものフレンズ「JAPARI STAGE!」～おおきなみみとちいさなきせき～（2019年9月27日 - 10月6日、品川プリンスホテル クラブeX） - タヌキ 役
  - 舞台「けものフレンズ」JAPARI STAGE!〜きみのあしおとがまたきこえた〜（2024年11月8日 - 17日〈予定〉、品川プリンスホテルクラブ eX）[34]
- 方南ぐみ『逢いたくて･･･』（2017年7月16日・17日、三菱劇場) - しずゑ 役
- 株式会社 T-ZONE『リングのリア王!?』（2017年10月31日 - 11月5日、築地本願寺ブディストホール） - グロスター瞳 役
- ヨーロッパ企画とのコラボ
  - 『ナナマル サンバツ THE QUIZ STAGE』（2018年5月4日 - 9日、全労済ホール スペース・ゼロ） - 上月由貴 役
  - 『ナナマル サンバツ THE QUIZ STAGE ROUND 2』（2019年5月3日 - 8日、三越劇場） - 上月由貴 役
  - 『ナナマル サンバツ THE QUIZ STAGE O（オー）』（2021年1月17日、博品館劇場） - 上月由貴 役（特別ゲスト）
- 舞台「魍魎の匣」（2019年6月21日 - 30日、天王洲 銀河劇場 / 7月4日 - 7日、AiiA 2.5 Theater Kobe） - 中禅寺敦子 役
- ROAD59 -新時代任侠特区-（2020年12月24日 - 27日、なかのZERO　大ホール） - イリーナ・スペシルチェワ 役
- 舞台『モブサイコ100 激突!爪第7支部』（2021年8月6日 - 15日、ヒューリックホール東京） - 黒崎麗 / 無飼 役
- 舞台「殺人の告白」（2022年6月17日 - 26日、サンシャイン劇場） - チェ・ガンスク 役[35]
- 舞台 Lyrical Lily「千リ！の道も一歩から」（2022年6月28日 - 7月3日、飛行船シアター） - 青柳椿 役[36]
- 桜花浪漫堂 朗読劇「人間失格・紅」（2023年12月8日 - 11日、飛行船シアター） - ツネ子 役（志崎樺音とダブルキャスト）[37]
- 舞台「モノノ怪〜座敷童子〜」（2024年3月21日 - 24日、IMM THEATER / 3月29日 - 31日、COOL JAPAN PARK OSAKA WWホール / 4月4日 - 7日、IMM THEATER） - フク 役[38][39]
- トンデモ?ピーター・パン!〜Peter Pan Goes Wrong〜（2024年9月28日 - 10月1日、梅田芸術劇場 シアター・ドラマシティ / 10月5日・6日、アイプラザ豊橋 / 10月10日 - 14日、東京国際フォーラム ホールC） - サンドラ・ウィルキンソン 役[40][41]
- 舞台「アサルトリリィ」-眞說・御台場迎撃戦-（2025年9月20日 - 25日、シアター1010） - 番匠谷依奈 役[42]
- タクフェス 第13弾「くちづけ」（2025年11月24日〈予定〉、新川文化ホール / 11月28日 - 12月7日〈予定〉、サンシャイン劇場 / 12月12日 - 14日〈予定〉、アマノ芸術創造センター名古屋 / 12月18日 - 21日〈予定〉、梅田芸術劇場 シアター・ドラマシティ / 12月27日〈予定〉、SAWARAPIA / 2026年1月8日〈予定〉、カナモトホール）[43]

### テレビアニメ
2019年
- けものフレンズ2（タヌキ）

2020年
- D4DJ First Mix（青柳椿）

2021年
- ぷっちみく♪ D4DJ Petit Mix（青柳椿）

2022年
- D4DJ Double Mix（青柳椿）

2023年
- D4DJ All Mix（青柳椿）

### ゲーム
2019年
- けものフレンズ3（タヌキ）

2020年
- D4DJ Groovy Mix（青柳椿）

2023年
- サクライグノラムス（サザンカ）

2025年
- ROAD59 -新時代任侠区- 摩天楼モノクロ抗争（イリーナ・スペシフツェワ）

### ネット配信
- 臨床犯罪学者 火村英生の推理 Another Story2・3（2016年3月27日よりHulu限定配信、日本テレビ） - 増田れい 役
- 加藤里保菜のりほにゃんショー (2018年3月25日 - 2019年5月18日、FRESH LIVE )
- ソフマップ×リバプール 月刊RANKING（2018年9月11日 - 、アキバ☆ソフマップLIVE） - MC[49]
- JAM LIVE（2018年8月3日 - 、JAM LIVE） - MC
- 加藤里保菜のりほにゃんSHOW!（2019年5月25日 - 、SHOWROOM）
- 加藤里保菜と野本ほたるの声道（2020年1月24日 - 、ニコニコ生放送）
- 「ゴジラ バトルライン」生配信番組 ゴジバトサミット！（2021年９月24日 、YouTube) - MC
- 第2回ゴジバトサミット (2021年11月3日) 第3回 (2022年2月27日) 第5回 (2022年8月29日) 第6回 (2022年11月3日) 第7回 (2023年2月26日) 第8回 (2023年5月28日) 第9回 (2023年9月8日) 第10回 (2023年12月1日) - MC

### ラジオ
- カドまる情報局NeXT（2016年4月2日 - 9月24日、「A&G TRIBAL RADIO エジソン」内のフロート番組：文化放送・超!A&G+）
- カドラジ（2016年10月4日 - 2024年3月19日、HiBiKi Radio Station）[50]
- NISSAN あ、安部礼司〜BEYOND THE AVERAGE（2017年7月23日 - 、TOKYO FM） - ひたち野夏都 役
- 加藤里保菜のりほにゃんばんわ!! (2017年10月24日 - 、渋谷クロスFM) - 月1回配信
- D4DJ presents 燐舞曲の「今宵、海を見つめて」（2020年10月3日 - 2021年3月29日、FMヨコハマ）
- D4DJ フローラルトゥナイト（2021年4月5日 - 2024年3月25日、FMヨコハマ・HiBiKi Radio Station）
- 今夜はLucky Night～りほなアニソンフライデー～（2022年9月30日 - 、LuckyFM茨城放送）
- ROAD59 河内美里 美波わかな 加藤里保菜の22時からのひそひそ話♡（2023年7月2日 - 2024年1月28日、ラジオ大阪・OPENREC.tv）

### CM
- UHA味覚糖 ぷっちょ×進撃の巨人コラボキャンペーン
  - 「進撃のちょ人」篇（2014年3月）
  - 第2弾「進撃のちょ人・仲裁」篇（2014年9月）
- サッポロ「男梅サワー」※Web-CM。イワイガワの岩井ジョニ男と共演[51]
  - はじめての梅ぇ横丁人情酒（2021年1月 - 12月）
  - はじめての梅ぇ横丁人情酒Season2（2022年1月 - ）
- 茨城県「体験王国いばらき割」（2023年11月 - 12月）[52]

### PV
- FES☆TIVE 「ディスコ列島浮世の夢」（2017年2月22日、徳間ジャパンコミュニケーションズ）

### その他コンテンツ
- 河合塾 2013年度 夏期講習広告（2013年5月 - 9月）
- NTTドコモ - NOTTV番組MC
  - 2015夏新サービス・新商品発表会（2015年5月13日）
  - 2015-2016冬春モデル 新商品・新サービス発表会（2015年9月30日）
- パチスロ L D4DJ Pachi-Slot Mix（2024年8月、青柳椿[53]）

## 書籍
- Chu→Boh vol.34（2009年11月2日、海王社）[54]
- 週刊ヤングジャンプ（2013年1月4日、2016年9月29日No.42、集英社）
- 週刊プレイボーイ（2013年5月20日・2014年3月10日、集英社）
- ヤングガンガン（2014年3月7日、スクウェア・エニックス）

## ディスコグラフィ

### シングル
- 夏フェスのキミ (2016年10月2日、T-ZONE)
- 愛しきDREAMER (2017年1月9日、T-ZONE)
- スカイブルー・シャッフル (2017年4月1日、T-ZONE)
- レッドフレーム交戦中！ (2017年5月6日、T-ZONE)
- 故郷（2024年7月15日、配信）
- ただいま、つくば山。（2025年7月9日、配信）

### 参加楽曲
- メロウチューン（『コピンクス!メロディーズ2〜focalize〜』収録）（2014年10月8日、コピンク*feat.加藤里保菜 名義） - 「ピンクス〜PINK!SS〜」2014年エンディングテーマ曲

### キャラクターソング
| 発売日   | 商品名                                        | 歌 | 楽曲                                                                                     | 備考                                                             |
| 2020年   | 2020年                                        | 2020年 | 2020年                                                                                   | 2020年                                                           |
| -------- | --------------------------------------------- | --- | ---------------------------------------------------------------------------------------- | ---------------------------------------------------------------- |
| 1月29日  | Dig Delight! Bver.                            | 燐舞曲 | 「瞬動-movement-」                                                                       | 『D4DJ』関連曲                                                   |
| 4月22日  | Direct Drive!                                 | 燐舞曲 | 「カレンデュラ」                                                                         | 『D4DJ』関連曲                                                   |
| 6月24日  | Cosmic CoaSTAR                                | 燐舞曲 | 「Horizontal Oath」                                                                      | 『D4DJ』関連曲                                                   |
| 11月18日 | prayer[s]                                     | 燐舞曲 | 「prayer[s]」 「ニルヴァナ」                                                             | 『D4DJ』関連曲                                                   |
| 2021年   |                                               | |                                                                                          |                                                                  |
| 1月20日  | D4DJ Groovy Mix カバートラックス vol.1        | 燐舞曲 | 「名前のない怪物」 「DESIRE -情熱-」                                                     | ゲーム『D4DJ Groovy Mix』関連曲                                  |
| 2月24日  | ぐるぐるDJ TURN!!                             | D4DJ ALL STARS | 「LOVE!HUG!GROOVY!!」                                                                    | ゲーム『D4DJ Groovy Mix』主題歌                                  |
| 7月21日  | クライノイド                                  | 燐舞曲 | 「クライノイド」 「群青のフローセカ」                                                    | 『D4DJ』関連曲                                                   |
| 7月21日  | D4DJ Groovy Mix カバートラックス vol.2        | 燐舞曲 | 「東京テディベア」 「無限∞REBIRTH」                                                      | ゲーム『D4DJ Groovy Mix』関連曲                                  |
| 8月28日  | なんてカラフルな世界！[D4DJ Remix]            | D4DJ ALL STARS | 「なんてカラフルな世界！[D4DJ Remix]」                                                   | ゲーム『D4DJ Groovy Mix』関連曲                                  |
| 11月10日 | [Re] termination                              | 燐舞曲 | 「[Re] termination」 「Celsius」                                                         | 『D4DJ』関連曲                                                   |
| 11月24日 | D4DJ 6ユニット3rd Single連動購入特典CD        | Happy Around! with KYOKO（愛美）、SAKI（紡木吏佐）、RIKA（平嶋夏海）、TSUBAKI（加藤里保菜）、MIYU（反田葉月）                    | 「ぷっちみくパーチナィ！」                                                               | テレビアニメ『ぷっちみく♪ D4DJ Petit Mix』主題歌                 |
| 11月24日 | D4DJ 6ユニット3rd Single連動購入特典CD        | D4DJ ALL STARS | 「ぷっちみくパーチナィ！」                                                               | 『D4DJ』関連曲                                                   |
| 11月24日 | D4DJ 6ユニット3rd Single連動購入特典CD C ver. | 燐舞曲 | 「ぷっちみくパーチナィ！」                                                               | 『D4DJ』関連曲                                                   |
| 2022年   |                                               | |                                                                                          |                                                                  |
| 1月26日  | D4DJ Groovy Mix カバートラックス vol.3        | 燐舞曲 | 「輪舞-revolution」 「おなじ星」                                                         | ゲーム『D4DJ Groovy Mix』関連曲                                  |
| 4月27日  | D4DJ Groovy Mix カバートラックス vol.4        | 燐舞曲 | 「Leia」 「Journey through the Decade」                                                  | ゲーム『D4DJ Groovy Mix』関連曲                                  |
| 5月25日  | 神蕾-シン・ライ- A ver.                       | 燐舞曲 | 「BLACK LOTUS」                                                                          | テレビアニメ『D_CIDE TRAUMEREI THE ANIMATION』エンディングテーマ |
| 5月25日  | 神蕾-シン・ライ- A ver.                       | 燐舞曲 | 「神蕾-シン・ライ-」 「夜想曲」 「ReTINA」 「群青のフローセカ (神蕾-シン・ライ- Remix)」 | 『D4DJ』関連曲                                                   |
| 5月25日  | 神蕾-シン・ライ- B ver.                       | 燐舞曲 | 「ニルヴァナ (神蕾-シン・ライ- Remix)」                                                  | 『D4DJ』関連曲                                                   |
| 7月20日  | D4DJ Groovy Mix カバートラックス vol.5        | 燐舞曲 | 「unravel」 「I believe what you said」                                                  | ゲーム『D4DJ Groovy Mix』関連曲                                  |
| 10月26日 | D4DJ Groovy Mix カバートラックス vol.6        | 燐舞曲 | 「深い森」 「killy killy JOKER」                                                         | ゲーム『D4DJ Groovy Mix』関連曲                                  |
| 11月16日 | FAKE OFF / 天使と悪魔                         | Merm4id×燐舞曲 | 「FAKE OFF」                                                                             | テレビアニメ『D4DJ Double Mix』主題歌                            |
| 11月16日 | FAKE OFF / 天使と悪魔                         | Merm4id×燐舞曲 | 「天使と悪魔」                                                                           | 『D4DJ』関連曲                                                   |
| 2023年   |                                               | |                                                                                          |                                                                  |
| 1月25日  | D4DJ Groovy Mix カバートラックス vol.7        | 燐舞曲 | 「DAYBREAK'S BELL」 「カミサマネジマキ」                                                 | ゲーム『D4DJ Groovy Mix』関連曲                                  |
| 2月15日  | Maihime                                       | 燐舞曲 | 「ARCANA」                                                                               | テレビアニメ『D4DJ All Mix』挿入歌                               |
| 3月15日  | Around and Around                             | 愛本りんく（西尾夕香）、山手響子（愛美）、出雲咲姫（紡木吏佐）、瀬戸リカ（平嶋夏海）、青柳椿（加藤里保菜）、桜田美夢（反田葉月） | 「Around and Around」                                                                    | テレビアニメ『D4DJ All Mix』エンディングテーマ                   |
| 5月3日   | - 茈 -                                        | 燐舞曲 | 「-World Etude-」 「昊天 -koten-」 「ReTINA（Maozon Remix）」 「prayer（咲人-Remix-）」  | 『D4DJ』関連曲                                                   |
| 7月12日  | D4DJ Groovy Mix カバートラックス vol.8        | 燐舞曲 | 「KiLLiNG ME」 「奏（かなで）」                                                          | ゲーム『D4DJ Groovy Mix』関連曲                                  |
| 9月20日  | 夢想曲 -Träumerei-                            | 燐舞曲 | 「夢想曲 -Träumerei-」 「花の手錠と魔物の箱庭」                                          | 『D4DJ』関連曲                                                   |
| 12月20日 | D4DJ EXCLUSIVE TRACKS                         | 愛本りんく（西尾夕香）、山手響子（愛美）、出雲咲姫（紡木吏佐）、瀬戸リカ（平嶋夏海）、青柳椿（加藤里保菜）、桜田美夢（反田葉月） | 「Delightful Party」                                                                     | テレビアニメ『D4DJ All Mix』挿入歌                               |
| 12月20日 | D4DJ EXCLUSIVE TRACKS                         | D4DJ ALL STARS | 「LOVE!HUG!GROOVY!! +nova」                                                              | ゲーム『D4DJ Groovy Mix』関連曲                                  |
| 12月20日 | D4DJ EXCLUSIVE TRACKS                         | 燐舞曲 | 「瞬動-movement-（Maozon Remix）」                                                       | ゲーム『D4DJ Groovy Mix』関連曲                                  |
| 2024年   |                                               | |                                                                                          |                                                                  |
| 2月14日  | 雨音                                          | 燐舞曲 | 「雨音」 「Blooming rose in the other world」                                            | ゲーム『D4DJ Groovy Mix』関連曲                                  |
| 4月24日  | D4DJ Groovy Mix カバートラックス vol.9        | 燐舞曲 | 「デート・ア・ライブ」 「火炎」                                                          | ゲーム『D4DJ Groovy Mix』関連曲                                  |
| 5月22日  | D4DJ XROSS∞BEAT                               | Merm4id×燐舞曲 | 「Vs or vS」                                                                             | ゲーム『D4DJ Groovy Mix』関連曲                                  |
| 5月22日  | D4DJ XROSS∞BEAT                               | Photon Maiden×燐舞曲 | 「灰燼のアシェンプテル」                                                                 | ゲーム『D4DJ Groovy Mix』関連曲                                  |
| 2025年   |                                               | |                                                                                          |                                                                  |
| 1月15日  | -未来-                                        | 燐舞曲 | 「ラストソング」                                                                         | 『D4DJ』関連曲                                                   |
| 1月15日  | -未来-                                        | 青柳椿（加藤里保菜） | 「暗黒の翼」                                                                             | ゲーム『D4DJ Groovy Mix』関連曲                                  |
| 3月5日   | SUPERSTAR                                     | Happy Around!・Peaky P-key・Photon Maiden・Merm4id・燐舞曲・Lyrical Lily・UniChØrd                                               | 「SUPERSTAR」                                                                            | ゲーム『D4DJ Groovy Mix』関連曲                                  |

### DVD
1. 加藤里保菜 ランク王国MC りほにゃん（2015年11月27日、T-ZONE / グラッソ）[1]
2. りほにゃんばー1（2017年8月31日、グラッソ）[55]
3. りほなとセブ!（2019年10月25日、リバプール）
4. りほなと南国女子旅（2020年2月21日、リバプール）

### ユニットメンバー
1. 1 2 3 4 5 6 7 8 9 10 11 12 13 14 15  青柳椿（加藤里保菜）、月見山渚（大塚紗英）、矢野緋彩（もものはるな）、三宅葵依（つんこ）
2. 1 2 3  愛本りんく（西尾夕香）、明石真秀（各務華梨）、大鳴門むに（三村遙佳）、渡月麗（志崎樺音）、山手響子（愛美）、犬寄しのぶ（高木美佑）、笹子・ジェニファー・由香（小泉萌香）、清水絵空（倉知玲鳳）、出雲咲姫（紡木吏佐）、新島衣舞紀（前島亜美）、花巻乙和（岩田陽葵）、福島ノア（佐藤日向）、瀬戸リカ（平嶋夏海）、水島茉莉花（岡田夢以）、日高さおり（葉月ひまり）、松山ダリア（根岸愛）、青柳椿（加藤里保菜）、月見山渚（大塚紗英）、矢野緋彩（もものはるな）、三宅葵依（つんこ）、桜田美夢（反田葉月）、春日春奈（進藤あまね）、白鳥胡桃（深川瑠華）、竹下みいこ（渡瀬結月）
3. ↑  愛本りんく（西尾夕香）、明石真秀（各務華梨）、大鳴門むに（三村遙佳）、渡月麗（志崎樺音）
4. 1 2 3  瀬戸リカ（平嶋夏海）、水島茉莉花（岡田夢以）、日高さおり（葉月ひまり）、松山ダリア（根岸愛）
5. ↑  愛本りんく（西尾夕香）、明石真秀（各務華梨）、大鳴門むに（三村遙佳）、渡月麗（入江麻衣子）、山手響子（愛美）、犬寄しのぶ（高木美佑）、笹子・ジェニファー・由香（小泉萌香）、清水絵空（倉知玲鳳）、出雲咲姫（紡木吏佐）、新島衣舞紀（七木奏音）、花巻乙和（岩田陽葵）、福島ノア（佐藤日向）、瀬戸リカ（平嶋夏海）、水島茉莉花（岡田夢以）、日高さおり（葉月ひまり）、松山ダリア（根岸愛）、青柳椿（加藤里保菜）、月見山渚（大塚紗英）、矢野緋彩（もものはるな）、三宅葵依（つんこ）、桜田美夢（反田葉月）、春日春奈（進藤あまね）、白鳥胡桃（深川瑠華）、竹下みいこ（渡瀬結月）、海原ミチル（小岩井ことり）、一星ルミナ（高橋花林）、四ノ宮心愛（由良朱合）、天堂はやて（天麻ゆうき）、ネオ（May'n）、ソフィア（相坂優歌）、エルシィ（鷲見友美ジェナ）、ヴェロニカ（山田美鈴）
6. 1 2  出雲咲姫（紡木吏佐）、新島衣舞紀（七木奏音）、花巻乙和（岩田陽葵）、福島ノア（佐藤日向）
7. ↑  愛本りんく（西尾夕香）、明石真秀（各務華梨）、大鳴門むに（三村遙佳）、渡月麗（入江麻衣子）
8. ↑  山手響子（愛美）、犬寄しのぶ（高木美佑）、笹子・ジェニファー・由香（小泉萌香）、清水絵空（倉知玲鳳）
9. ↑  桜田美夢（反田葉月）、春日春奈（進藤あまね）、白鳥胡桃（深川瑠華）、竹下みいこ（渡瀬結月）
10. ↑  海原ミチル（小岩井ことり）、一星ルミナ（高橋花林）、四ノ宮心愛（由良朱合）、天堂はやて（天麻ゆうき）